# Probleem van Wallace
Het probleem van Wallace is de observatie van de Britse bioloog Alfred Russel Wallace dat de evolutie van de mens op het gebied van cognitie afwijkt van de evolutie zoals die opgaat voor dierlijke cognitie, iets wat hij eigenlijk als onwaarschijnlijk beschouwde. De term wordt wel gebruikt om de discrepantie aan te duiden van wetenschappers die wel de evolutietheorie aanhangen, maar bij de mens een sterk afwijkend uniekheid veronderstellen waar de evolutietheorie geen verklaring voor kan bieden. De evolutionaire continuïteit zou ophouden bij de menselijke geest, iets wat ingaat tegen de toetssteen van Hume die juist wel continuïteit veronderstelt. Enerzijds wordt dit probleem benoemd om aan te geven dat de verschillen tussen mens en dier minder groot zijn dan wel wordt verondersteld, anderzijds wordt de veronderstelde sprong door aanhangers van intelligent design (ID) wel aangehaald als bewijs voor ID.
Tegenwoordig wordt het probleem van Wallace niet meer als probleem beschouwd. Allereerst vereist natuurlijke selectie niet dat elke adaptatie direct een voordeel oplevert, zolang het geen nadelen voor de overleving met zich meebrengt. Daarnaast speelt ook seksuele selectie een rol bij evolutie. Ook zou de vroege mens zich anders dan Wallace stelde wel degelijk in een veeleisender omgeving hebben bevonden. Verder lijkt modern onderzoek naar dierlijke cognitie te suggereren dat het veronderstelde exceptionalisme, het verschil tussen dierlijke en menselijke cognitie, minder groot is dan veelal gedacht en dat er eerder sprake is van evolutionaire continuïteit dan van een dualisme tussen geest en lichaam.

## Wallace
Problematisch voor Wallace was dat de menselijke hersenen zich veel verder ontwikkeld hebben dan nodig was in hun aanvankelijke omgeving. Waar hij verder natuurlijke selectie als belangrijkste principe van evolutie zag, maakte hij daarom een uitzondering voor de menselijke hersenen. De menselijke intelligentie, ethiek en bewustzijn zouden zich echter niet helemaal volgens dit principe ontwikkeld hebben. Deze schijnbaar grote sprong week af van het mechanisme van natuurlijke selectie zoals beschreven door Charles Darwin, die met Wallace het mechanisme van natuurlijke selectie uitwerkte, namelijk dat evolutie slechts plaatsvindt in kleine variaties die elk een voordeel op moeten leveren.
Bij evolutie via natuurlijke selectie zouden de hersenen zich moeten ontwikkelen aan de hand van de eisen die de omgeving daaraan stelt. Zoals gebruikelijk in de negentiende eeuw, maakte Wallace daarbij onderscheid tussen de primitieve mens en de beschaafde mens. In 1869 schreef hij in The Quarterly Review een artikel over Principles of Geology van Charles Lyell, Sir Charles Lyell on Geological Climates and the Origin of Species. Daarin verwonderde Wallace zich erover dat de omgeving van de primitieve mens nauwelijks andere eisen stelt dan die van veel dieren, maar dat hun hersenen nauwelijks onderdeden voor die van de beschaafde mens, die zich evenwel bevindt in een omgeving die veel meer eisen stelt.
Naast de hersenen zag Wallace onder meer ook spraak als een menselijk kenmerk die de behoeftes van de vroege mens te boven gingen en pas van nut werden voor de beschaafde mens.
Wallace zag de schijnbare discrepantie waarbij er sprake leek te zijn van saltatie, een sprong in de evolutie, als een mogelijkheid dat hierbij sprake was van het ingrijpen van een hogere intelligentie. Dit zou volgens hem een mogelijke verzoening tussen wetenschap en theologie kunnen betekenen. Niet lang voor het schrijven van dit artikel had Wallace zich dan ook bekeerd tot het spiritualisme. Darwin schreef Wallace dat hij zich niet kon vinden in deze overwegingen en geen noodzaak zag om de menselijke intelligentie te verklaren met het ingrijpen door een hogere intelligentie.

## Huxley
Thomas Huxley was een fel aanhanger van Darwin, iets wat hem de bijnaam Darwin's Bulldog opleverde. Huxley ging in Mr. Darwin's Critics uit 1871 in op het probleem van Wallace. Huxley haalde daarbij nota bene een werk van Wallace zelf aan, On Instinct in Man and Animals uit 1870, om duidelijk te maken dat er aan de primitieve mens wel degelijk meer eisen worden gesteld dan aan andere dieren. Verder stelde Huxley dat Wallace te strikt was geweest in zijn adaptationisme. Bij sterk adaptationisme moet elke adaptatie een evolutionair voordeel opleveren om behouden te blijven. Bij zwak adaptationisme kunnen bepaalde eigenschappen echter optreden als bijproduct van een andere aanpassing. Niet elke variatie moet in dat geval altijd direct een voordeel opleveren.

## Darwin
Darwin ging tegen Wallace in met zijn boek De afstamming van de mens uit 1871. Hij sloot zich daarin aan bij de kritiek van Huxley. Daarnaast voegde hij toe dat natuurlijke selectie niet het enige mechanisme was in de evolutie. Ook seksuele selectie speelt daarbij een rol, wat betekent dat kenmerken die niet van invloed zijn op de overlevingskansen toch behouden blijven.